# Бережанський Петро Іванович
Петро́ Іва́нович Бережа́нський (нар. на початку XVII століття — пом. після 1655) — український співак XVII століття, перекладач. Імовірно, був сином відомого українського православного діяча на Волині Івана Бережанського з роду Бережанські, який після придушення повстання міщан в Острозі у 1636 році втік до Києва, рятуючи своє життя.

## Життєпис
Народився на початку XVII століття. Місце народження невідоме.
Навчався в Києво-Могилянській колегії, співав у її капелі. 
8 квітня 1652 року прибув до Москви на чолі великої групи співаків (Г. Іваненко, Я. Іллєнко, М. Биковський, І. Нектарев, Р. Павленко, С. Тимофієнко та ін.). Пізніше з Києва прибув ще один співак — Олександр Василенко, котрий після місячного перебування у Москві відпросився до Києва. Шість співаків пішли до Московського Андріївського монастиря, до Хору государевих півчих дяків, а Бережанський з іще одним співаком, імовірно, також студентом колегії, мав перекладати у Посольському приказі на Троїцькому подвор'ї книгу Петра Могили «Літос». Згодом переведений на проживання у Замоскворіччя до майстра-кравця Карпа Кривого; там і було завершено переклад «Літосу». Після цього Бережанський повернувся до Посольського приказу, де, ймовірно, працював перекладачем.
Бережанський просив царя і патріарха Никона дозволити йому жити у Дудинському монастирі Новгородського повіту, де проживали українські ченці-еміґранти з Прилуцького Густинського Свято-Троїцького монастиря, котрі виїхали до Московської держави ще у травні 1638 року після поразки повстання 1637—1638 років. Це прохання не було задоволене. 
У червні 1652 року Бережанський писав до царя Олексія Михайловича, прохаючи дати обіцяне жалування йому й іншим київським співакам, бо вони помирають «голодною та студеною смертю». Йому призначили «10 денег замість 6 щоденного корму». У червні 1652 року з цього приводу писали до царя й інші співаки, прохаючи дозволу повернутися до Києва, але, імовірно, не дістали позитивної відповіді. Бережанський просив також про повернення в Україну або переведення до Московського Андріївського монастиря чи Московського Донського Богородицького монастиря. Імовірно, отримав відмову. 5 тижнів він прожив у київського майстра-будівничого Варнави, потім захворів і пішов через Калугу до Брянська (1655), де зупинився у Брянсько-Свенському Успенському монастирі Орловської єпархії. Там на нього доніс Ілля Зам'ятій, стряпчий цього монастиря, про те, що Бережанський хоче втекти за кордон. На допиті Бережанський відкинув це звинувачення, однак за наказом брянського воєводи Г. Д. Долгорукова його було заарештовано. Подальша доля його невідома.

## Джерело
- За матеріалами енциклопедичного довідника «Києво-Могилянська академія в іменах XVII—XVIII ст.» [Архівовано 1 вересня 2010 у Wayback Machine.]